# 阿舒洛 (新罕布什爾州)
阿舒洛（英語：Ashuelot）是位於美國新罕布什爾州切希爾縣的非建制地區。

## 歷史
阿舒洛的郵局自1854年營運至今。

## 地理
阿舒洛所處的海拔為高於海平面131米（即430英呎），而該地所採用的時區為UTC-5，即北美东部时区（EST）。同時該地設有夏令時間，為UTC-5調快一小時，即UTC-4（EDT）。